# Los Abuelos de la Nada 1
Los Abuelos de la Nada 1, o simplemente 1, es un álbum recopilatorio lanzado por la discográfica Interdisc en 1994.

## Lista de canciones
1. No Te Enamores Nunca De Aquel Marinero Bengalí
2. Mil Horas
3. Lunes Por La Madrugada
4. Sintonía Americana
5. Así Es El Calor
6. Vamos Al Ruedo
7. Costumbres Argentinas
8. Yo Soy Tu Bandera
9. No Se Desesperen
10. Himno De Mi Corazón
11. Tristeza De La Ciudad
12. Se Me Olvidó Que Te Olvidé

## Créditos
- Masterizado por: Platinum Island Studios
- Dominio: Carlton Batts
- Diseño: Nebur, Ros
- Fotografía: Andy Cherniavsky